# Egesina anterufulipennis
Egesina anterufulipennis är en skalbaggsart som beskrevs av Stefan von Breuning 1961. Egesina anterufulipennis ingår i släktet Egesina och familjen långhorningar. Inga underarter finns listade i Catalogue of Life.